# Hélène Swarth
Stephanie Hélène (Hélène) Swarth (Amsterdam, 25 oktober 1859 - Velp, 20 juni 1941) was een Nederlands dichteres die gerekend wordt tot de Tachtigers.

## Leven en werk

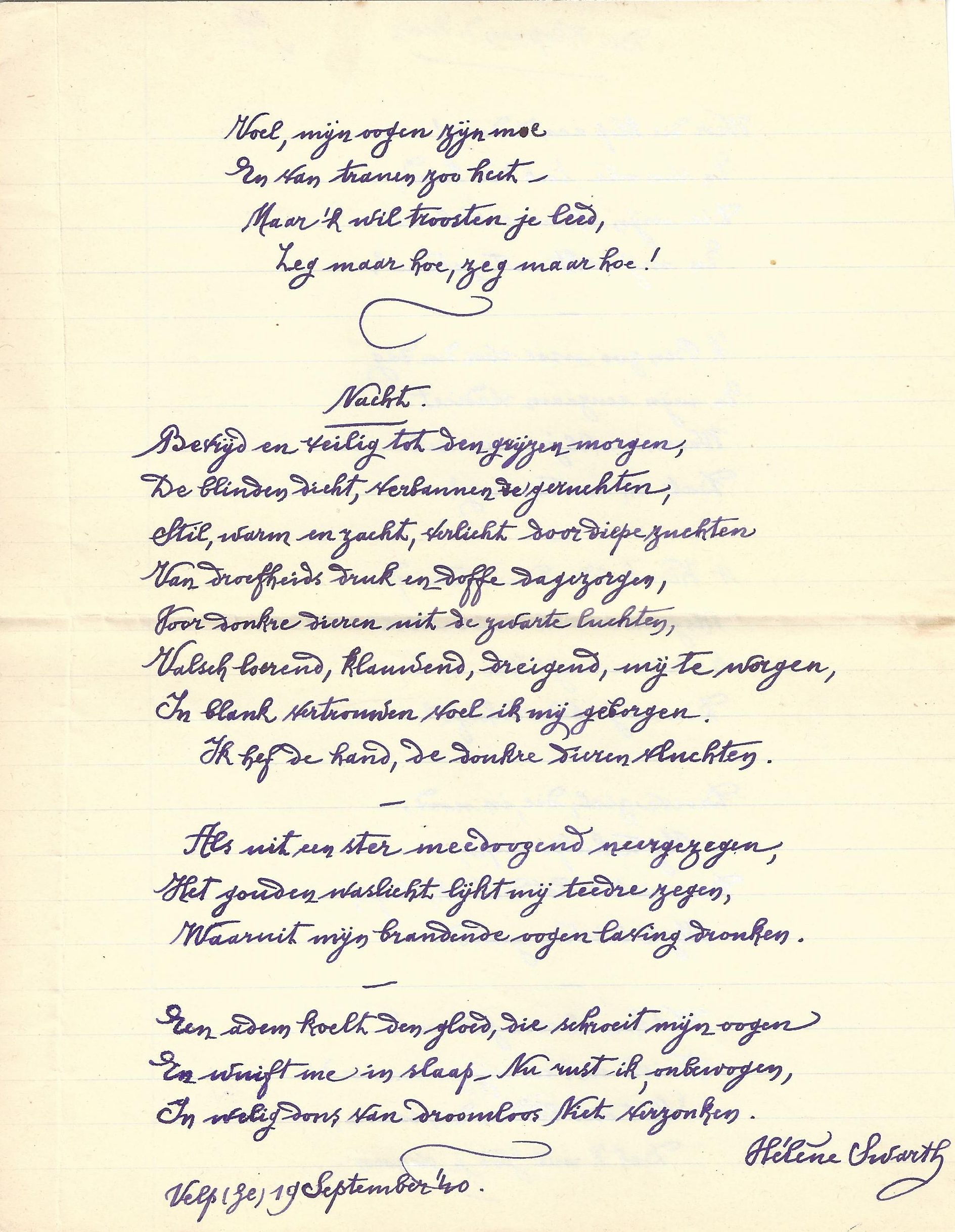
Handschrift van Hélène Swarth
(het gedicht Nacht) uit sept. 1940

Hélène Swarth werd geboren als dochter van de koopman Eduard Swarth, die enige tijd consul van Portugal was, en Maria Jacoba Heijblom. Ze groeide op in Brussel en woonde tot aan haar huwelijk in Mechelen. Van 1894 tot 1910 was ze getrouwd met de Nederlandse schrijver Frits Lapidoth. Deze voor Swarth ongelukkige tijd is beschreven door Jeroen Brouwers in zijn boek Hélène Swarth. Haar huwelijk met Frits Lapidoth, 1894-1910 (1986).
Ze debuteerde met Franstalige, door Lamartine beïnvloede gedichten, maar schakelde op aanraden van Pol De Mont over naar het Nederlands. Haar gedichten werden warm ontvangen door Willem Kloos die haar 'het zingende hart van Holland' noemde en haar gedichten publiceerde in zijn tijdschrift De Nieuwe Gids.
Swarth was tot op hoge leeftijd productief en in haar beste gedichten toont zij zich de evenknie van de andere vooraanstaande Tachtigers. "Door de zuiverheid van uitdrukking wist zij een volmaakte eenheid van vorm en inhoud te bereiken. Aan het liefdesverlangen paarden zich gevoelens van eenzaamheid en deze verdiepten haar zintuiglijke ontvankelijkheid zo, dat haar natuurpoëzie bij wijlen een kosmisch-religieuze beleving laat doorstralen.", schreef H.A. Wage . Anna de Savornin Lohman waarschuwde in het vrouwentijdschrift De Hollandsche Lelie haar lezeressen: "Ik bid U, weer allereerst zulke bundeltjes van uw boekenrekje". Componiste Nelly van der Linden van Snelrewaard zette zes gedichten van Swarth op muziek (liederen voor alt, 1895).
Na een tiental jaren werd de beweging van Tachtig opgevolgd door nieuwe stromingen. Hélène Swarth bleef echter onverminderd doorgaan met haar schrijfwerk – ze schreef tientallen gedichten per jaar. Zowel vorm als inhoud veranderde niet. Critici begonnen te spreken over industriële productie van gedichten; Frederik van Eeden noemde haar zelfs 'het herkauwende hart'. Toch bleef Hélène Swarth langere tijd een grote invloed houden op haar lezerspubliek. Na 1900 kwam haar werk hoe langer hoe meer in botsing met de tijdgeest. De Gids stopte in 1916 met de plaatsing van haar gedichten, nadat ze meer dan dertig jaar onbeperkte bladruimte had gekregen. Voor haar dichtkunst van het 'esthetisch schone' was geen plaats meer. Ze werd niet langer begrepen en raakte vergeten. Haar gedichten verschenen toen in allerlei bladen van mindere allure, onder andere in De Nieuwe Gids. Dat tijdschrift was geen schim meer van wat het vroeger onder leiding van een aantal Tachtigers was geweest. De feitelijke leiding was nu in handen van Kloos' echtgenote Jeanne Reyneke van Stuwe. Hélène Swarth stierf in 1941; velen dachten toen dat ze allang was overleden.

## Publicaties
- Fleurs du rêve (1879, Franstalig)

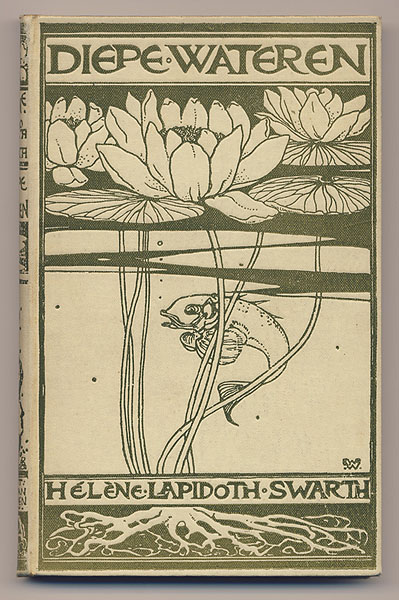
Diepe Wateren (1897). Bandontwerp van L.W.R. Wenckebach.

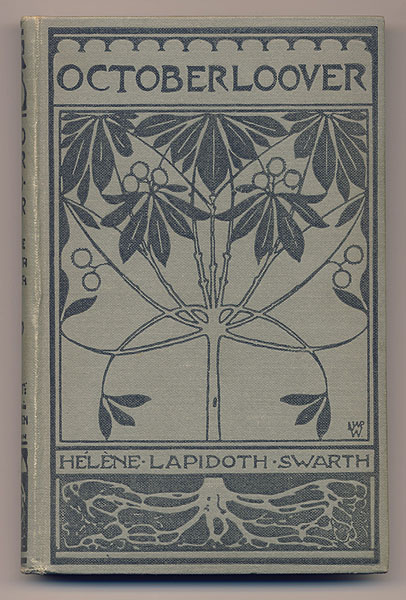
Octoberloover (1903). Bandontwerp van L.W.R. Wenckebach.

- Les printanières (1882, Franstalig)
- Eenzame bloemen (1883)
- Blauwe bloemen (1884)
- Beelden en Stemmen (1887)
- Sneeuwvlokken (1888)
- Rouwviolen (1889)
- Fioretta: verhalen uit het meisjesleven (ca. 1890)
- Uit het meisjesleven: novellen (1890)
- Passiebloem (1891)
- Poëzie (1892, verzamelbundel)
- Verzen (1893)
- Sprookjes (1893)
- Kleine schetsen (1893)
- Blanke duiven (1895)
- Van vrouwenleven (1896)
- Van vrouwenleed (1897)
- Van vrouwenlot (1897)
- Diepe wateren (1897)
- Stille dalen (1889)
- Profieltjes (1899)
- Najaarsstemmen (1900)
- Gedichten (1902)
- Premières poésies (1902, verzamelbundel Fleurs du rêve, Les printanières en Feuilles mortes, Franstalig)
- Ernst (1902)
- Octoberloover (1903)
- Nieuwe Verzen (1906)
- Louise (1907)
- Verzwegen leed (1909)
- Villa Vrede (1909)
- Bleeke luchten (1909)
- Herfstdraden (1910)
- Avondwolken (1911)
- Dolorosa, Mara (1911)
- Schimmetje (1912)
- Thea Lelie (1913)
- Poortugeesche Sonnetten (1915)
- Eenzame paden: een bundel verzen (1915)
- Late liefde: liederen en sonnetten (1919)
- Nieuwe verzen (1920)
- Late rozen: gedichten (1920)
- Octobre en fleur (1921, Franstalig)
- Hermelijntje (1923)
- Episoden (1924)
- Dagen (1925)
- Eenzamen (1925)
- Al onder de boomen (1927)
- Morgenrood (1929)
- Late rozen (1929)
- Avonddauw (1930)
- Natuurpoëzie (1930)
- Kinderen (1932)
- Vrouwen: nieuwe verzen (1935)
- Wijding: gedichtenbundel (1936)
- Beeldjes uit vrouwenleven (1938)
- Vrouwenleven (1939)
- Sorella (1942)

Daarnaast leverde Swarth tussen 1890 en 1897 ook bijdragen aan verhalenboeken voor de jeugd. In 1909 publiceerde ze samen met Elena Văcărescu een bundel Roemeensche volksliederen en balladen naar Frans proza bewerkt.
Een van haar bekendste gedichten is Sterren. Hierin wordt de kosmisch-religieuze beleving zichtbaar.